# 杭州机场高速铁路
杭州机场高铁即铁路杭州萧山机场站枢纽及接线工程，途径浙江省嘉兴市桐乡市、海宁市、杭州市钱塘区、萧山区及绍兴市柯桥区，项目由正线、杭州南站至萧山机场连接线及同步实施工程组成，是长三角核心区域的便捷快速城际铁路通道。正线起自桐乡站，终至绍兴北站，线路全长72.940公里，其中新建长度71.219公里，利用在建及规划线路长度1.722公里；杭州南站至萧山机场连接线，线路全长13.668公里。

## 规划与建设
2021年5月13日，杭州机场高铁可行性研究报告获浙江省发改委批复。8月5日，环境影响评价第一次公示。11月19日，浙江省生态环境厅批复工程环境影响评价报告。
2022年1月5日，萧山机场段先行开工。
2023年3月30日，海宁至绍兴段开工建设。4月14日，海宁段正式开工。

## 车站
杭州机场高铁主线设有桐乡站、海宁观潮站、钱塘站、萧山机场站、绍兴北站共计5站。其中桐乡站为改扩建车站，海宁观潮站、钱塘站、萧山机场站为新建车站。此外在萧山机场站还设有往杭州南站的联络线。主线相关信息如下表所示。
| 杭州机场高速铁路 |          |              |            |                     |                                 |                                             |      |
| 所在区域         | 所在区域 | 车站中心里程 | 车站名称   | 总规模              | 连接铁路线路                    | 轨道交通换乘                                | 备注 |
| 嘉兴市           | 桐乡市   | 0            | 桐乡站     | 2台4线 （改扩建前） | 沪昆高速铁路 沪乍杭高铁（在建） |                                             |      |
| 嘉兴市           | 海宁市   |              | 海宁观潮站 | 2台4线              |                                 |                                             |      |
| 杭州市           | 钱塘区   | 34           | 钱塘站     | 6台11线             |                                 | 杭州地铁8号线：冯娄村站                     |      |
| 杭州市           | 萧山区   |              | 萧山机场站 |                     | 往杭州南方向联络线              | 杭州地铁1号线、7号线、19号线:萧山国际机场站 |      |
| 绍兴市           | 越城区   | 72           | 绍兴北站   | 4台12线             | 杭甬客运专线 杭台高速铁路       | 绍兴轨道交通1号线支线：绍兴北站站           |      |